# 中野主一
中野 主一（なかの しゅいち、Syuichi Nakano [sic]、1947年9月11日 - ）は、日本の天文計算家。兵庫県洲本市炬口出身。一時期、アメリカで活動していたこともある。天体の位置計算、とくに太陽系小天体（彗星・小惑星）の軌道計算を行い、過去に観測された記録との同定を行うことでは、第一人者として知られる。天文計算を家庭向けコンピュータ、いわゆる「パソコン」で行うことの草分け的存在であり、1970年代の終わり頃の当時は「マイコン」と呼ばれていたパソコンの最初期のものから、コンピュータの技術進歩に従いその計算プログラムの改良も進めた。
兵庫県洲本市在住。東亜天文学会 (OAA) 理事長（会計・事務・機関紙『天界』編集担当）、速報部長、計算課長・小惑星課長を兼務。（2009年3月現在）

## 略歴
1986年から4年間、アメリカ・マサチューセッツ州・ケンブリッジにあるスミソニアン天体物理観測所 (SAO) 内の、国際天文学連合 (IAU) 小惑星センター (MPC) に、研究員として勤務。小惑星センターの軌道計算プログラムを書いた。
小惑星センター在職中、日本のアマチュア天文家が、電子メールを使って、彼を通してスミソニアン天体物理観測所にある国際天文学連合 天文電報中央局 (CBAT) に彗星・小惑星・超新星などの観測記録を報告できるシステムを構築した。アマチュア天文家でも、同じ回線を使って天文電報中央局や小惑星センターの発表する最新情報を見ることもできた。このことは、日本のアマチュア天文家の活動が他国に比べ活発になる一因となった。2003年3月まで、小惑星センターは日本のアマチュア天文家に対し、中野を通して観測記録を報告することを推奨していたが現在は、直接、天文電報中央局に送ることもある。
東亜天文学会に所属しており、計算課より彗星の観測記録・天体暦である『Nakano Note』を発行している。
1992年秋から「天文ガイド」に『新天体発見情報』を連載していたが、スタッフの一新に伴い2004年6月号をもって一方的に打ち切られ、同年8月に「星ナビ」へ移転、ウェブサイトがメインであり、雑誌には抄録が掲載されている。しかし、連載開始から25年たったのを機に、2017年12月号を以て連載を終了した。

## 受賞
- 1994年、村松修と共にシューメーカー・レヴィ第9彗星の木星衝突を予測[3]したことで、日本の文部大臣から感謝状を贈られた。
- 同年、日本天文学会からシューメーカー・レヴィ第9彗星の木星面衝突の世界に先駆けた予測、および長年にわたる小惑星・彗星の軌道計算をたたえられ、この年だけ特別に設けられた天文学特別功労賞を受賞[4]。
- 2001年、アメリカの太平洋天文学会 (ASP) よりAmateur Achievement Award （アマチュアアチーブメント賞、アマチュア功労賞）を受賞。
- 2009年、吉川英治文化賞を受賞。長年、天体観測者から寄せられる新しい天体の発見の報告から軌道計算を行うことによって、日本における新天体の発見に大きく貢献してきたことによる[5]。

## 関連する太陽系小天体
中野自身が発見した彗星・小惑星はないが、彼の同定により確定符号がついた小惑星のうち、発見者が死亡するなどして命名提案権が失効しているもののいくつかに、命名提案をしている。日本のアマチュア天文家の名前や、ゆかりの地名が多い。それらの他にも雑誌や書籍執筆などで多くの太陽系小天体の日本語表記において大きな影響力があり、より正確な名前が用いられるようデイヴィッド・アッシャーらネイティブスピーカーの外国人天文学者に確認・修正を依頼するなど慎重に取り組んでいる。
- 小惑星 (3380) Awaji：中野の居住地である洲本市のある淡路島にちなみ、彼自身と大西英夫が命名した。
- 小惑星 (3431) Nakano：中野自身の名にちなみ、発見者の関勉が命名した。（なお、中野は同時期に小惑星 (3426) Sekiを命名している）
- 小惑星 (3983) Sakiko：中野の妹の中野左紀子にちなみ、発見者のアントニン・ムルコスが命名した。
- 小惑星 (4649) Sumoto：中野の居住地である洲本市にちなみ、彼自身が命名した。

### 命名提案した小惑星
(2249) 山本、(3133) 仙台、(3219) 小槙、(3220) 村山、(3227) 長谷川、(3379) 大石、(3380) 淡路（共同）、(3383) 小山、(3425) 古川、(3426) 関、(3473) 札幌、(3500) 小林、(3568) アスキー、(3569) 公文、(3722) 浦田、(3861) ローレンツ（共同）、(3911) 大友、(3939) 古畑、(3957) 杉江、(4002) 品川、(4649) 洲本、(4910) 川里、(4979) 大田原、(5072) 日置、(5532) 一戸 、(7202) 木越、(10449) 詫間

## 著書
- 『マイコン宇宙講座―楽しい軌道計算プログラム』(1980年)
- 『マイコンが解く天体の謎―FMシリーズ版』（1982年）
- 『野外星図2000―2000年分点』（太田原明と共著、1982年）
- 『PCシリーズ版 マイコンが解く天体の謎―PC‐9801/8801/8001 mkII』（1983年）
- 『天体観測星表―2000』（太田原明と共著、1983年）
- 『ハレー彗星のすべて―パソコン・ソフト』（1985年）
- 『天体の軌道計算』（1992年）
- 『天体の軌道計算―パソコン天文講座』（2000年）
- 『天文データブック〈2002〉』（2002年）